# Christoph Euler
Christoph Euler (Berlim, 1 de maio de 1743 – Rakalajoki, 24 de fevereiro de 1808) foi um oficial do Reino da Prússia e depois do Império Russo.

## Vida
Christoph Euler foi o terceiro filho do matemático Leonhard Euler e assim o irmão mais novo de Johann Euler. Foi batizado na Catedral de Berlim.
No exército prussiano avançou até o posto de tenente-coronel. Após conflitos de seu pai com Frederico II da Prússia e sua mudança para São Petersburgo, obteve sua licença e entrou com patente de major-general no Exército Imperial Russo e foi de 1778 a 1789 comandante da fábrica de armas em Sestroretsk. Em 1792 foi condecorado com a Ordem de São Jorge de Quarta Classe, o que significa um enobrecimento na hirarquia da nobreza russa, ascendendo à patente de tenente-general da artilharia. Foi também chefe de artilharia na Finlândia. Em 1799 abandonou o serviço militar ativo.
Euler publicou alguns artigos sobre astronomia, que publicou na Academia de Ciências da Rússia em São Petersburgo.
De seu casamento em 3 de mio de 1778 com Wilhelmina Christina Krabbe (1757–1813) nasceu dentre outros o filho Alexander Euler (1779–1849), general-de-artilharia imperial russo e diretor do depósito de artilharia do ministério da guerra.

## Obras
- Observationes transitum Veneris per discum Solis, die 24. Maii/4. Iunii 1769, spectantes in castello Orsk. Institutae in Collectio omnium observationum quae occasione transitus Veneris per Solem A. MDCCLXIX, Petersburg 1770, p. 239–287 (em latim)